# Рісбюрг
Рісбюрг (нім. Riesbürg) — громада в Німеччині, знаходиться в землі Баден-Вюртемберг. Підпорядковується адміністративному округу Штутгарт. Входить до складу району Східний Альб.
Площа — 17,96 км2. Населення становить 2268 ос. (станом на 31 грудня 2020).